# Умаханов, Сайгидпаша Дарбишевич
Сайгидпаша Дарбишевич Умаханов (авар. Сайгидпаша Дарбиятил ГIумахӀан, 3 апреля 1962, Буртунай, Казбековский район, Дагестанская АССР, РСФСР, СССР) — российский государственный, политический и общественный деятель. Депутат Государственной Думы Российской Федерации VIII созыва от Республики Дагестан, член фракции Единая Россия. Мастер спорта СССР по вольной борьбе, Заслуженный тренер России, полковник запаса.
Из-за вторжения России на Украину, находится под международными санкциями стран Евросоюза, США и других стран

## Биография
Сайгидпаша Умаханов родился 3 апреля 1962 года в селе Буртунай Казбековского района ДАССР. По национальности — аварец.
Окончил юридический факультет Махачкалинского института управления и бизнеса, факультет экономики Дагестанского госуниверситета. Кандидат экономических наук.
Работал управляющим отделения Сбербанка. Мастер спорта СССР по вольной борьбе, Заслуженный тренер России.
В 1997—2003 годах — Депутат Народного Собрания Республики Дагестан.
В 1999 году во время вторжения на Дагестан международных бандформирований организовал и возглавил Хасавюртовское народное ополчение.
С 2001 года— Член партии Единая Россия, Секретарь Хасавюртовского отделения «Единой России».
С 1997 по 2015 год — Глава администрации города Хасавюрт.
С 2015 по 2018 год — Министр транспорта, энергетики и связи Республики Дагестан.
С 2018 по 2019 год — Министр промышленности и энергетики Республики Дагестан.
С 2019 по 2020 год — Полномочный представитель Главы РД в Северном территориальном округе.
В 2020 году Указом Главы РД назначен Советником Главы Республики Дагестан.
В 2021 году избран Депутатом Государственной Думы Российской Федерации VIII созыва от Республики Дагестан.

## Покушения
Умаханов пережил не менее двух покушений на свою жизнь, ещё одну попытку покушения пресекли силовики. Сам Умаханов связывает причины покушений с тем, что он возглавляет антитеррористическую комиссию и возвращает домой «ушедших в лес» молодых боевиков, ещё не успевших совершить тяжкие преступления.

Сайгидпаша Умаханов: 
«И в лесу, и не только в лесу есть недовольные, меня давно заказали, потому что у меня работа такая, я глава антитеррористической комиссии, возвращаю молодых людей, которые встали на путь заблуждения».
7 декабря 2007 года было объявлено о предотвращении первого покушения на самого Сайгидпашу Умаханова. В подготовке преступления признались четверо молодых людей, задержанных в ходе оперативно-розыскных мероприятий. За жизнь градоначальника им было обещано выплатить $500 тыс. Среди задержанных — жители Новолакского района и Махачкалы: чеченец, два лакца и даргинец. задержанные показали на допросах, что заказ им якобы пришел из Махачкалы.
12 октября 2012 года в Хасавюрте на улице Южная в момент проезда автомобиля Сайгидпаши Умаханова сработало неустановленное взрывное устройство мощностью в 6 килограммов в тротиловом эквиваленте. Лишь благодаря ошибке саперов и бронированной защите автомобилей никто тогда не пострадал. С тех пор мэр Хасавюрта находится под государственной защитой. Кто стоял за подрывом кортежа Умаханова в октябре 2012 года, до сих пор неизвестно.

В конце февраля — начале марта 2014 года в спецслужбы Дагестана поступила информация о том, что готовится новое покушение на Умаханова. Оперативники МВД и ФСБ провели успешную спецоперацию. 
«В Хасавюрте, на улице Грозненская по подозрению в готовящемся покушении были задержаны жители одного из селений Ножай-Юртовского района Чечни Джабраилов и Качаев, — сообщил „Известиям“ источник в правоохранительных органах. — У них обнаружили девятимиллиметровую снайперскую винтовку ВСК-94 со спиленными номерами и 26 патронов к ней, а также 100 тыс. рублей».
От тех же источников поступила информация, что якобы сам Умаханов заранее знал о готовящемся покушении и на некоторое время уехал в ОАЭ для обеспечения собственной безопасности. Впрочем, в интервью «Известиям» Умаханов опроверг эту информацию. 
«Я уехал в Санкт-Петербург подлечить спину, и, кроме того, здесь у меня учится родственник. Информация о том, что я якобы уехал из страны, — слухи, которые распространяют, возможно, те же радикалы с целью моей дискредитации», сообщил Умаханов. 
Убийство племянника. 28 апреля 2009 года в Хасавюрте убит племянник Сайгидпаши Умаханова — Магомед Умаханов. По одной из версий, убийство связано с конфликтом рода Умахановых с руководителем Хасавюртовского района Алимсолтаном Алхаматовым. В сентябре того же года в Москве был убит А. Алхаматов, за убийство которого был приговорён в 15 годам лишения свободы племянника Сайгидпаши Умаханова Хабиб Умаханова. По одной из версии мотивом убийства стала кровная месть за брата Магомеда. Хабиб подозревал, что к убийству брата причастны члены семьи Алхаматовых и на его могиле поклялся отомстить. Он организовал преступную группу, в состав которой вошли Гилани Саипов, Хабиб Будайханов и ряд других лиц. Сообщники под руководством Умаханова разработали план преступления, организовали слежку за главой района, приобрели огнестрельное оружие и боеприпасы, транспорт, средства связи и предметы маскировки. После убийства Умаханов сбежал в Германию, откуда был экстрадирован в Россию. Хабиб Умаханов является сыном депутата НС РД Ахмедпаши Умаханова, который приходится родным братом Сагидпаши Умаханова.

## Интересные факты
22 февраля 2022 входил в число депутатов, которые не присутствовали на заседании и не голосовали за ратификацию «Договора о дружбе, сотрудничестве и взаимной помощи между Россией, ДНР и ЛНР», предложенный Президентом России. Позднее поддержал российское нападение на Украину.

## Санкции
16 декабря 2022 года, на фоне вторжения России на Украину, внесён в санкционный список Евросоюза за поддержку и реализации политики, подрывающую территориальную целостность, суверенитет и независимость Украины так как «он проголосовал за незаконную аннексию Донецкой, Луганской, Херсонской и Запорожской областей и их включение в состав Российской Федерации».
30 сентября 2022 года внесён в санкционный список США в ответ на «фиктивные референдумы» и «аннексию территорий Украины российскими оккупационными силами». Государственный департамент отмечает что депутаты единогласно приняли закон о фейках, а некоторые депутаты сыграли ключевую роль в распространении российской дезинформации о войне.
23 февраля 2023 года включён в санкционный список Канады «соратников режима», так как он «голосовал за законодательство связанное с вторжением и попыткой аннексии четырех регионов Украины».
По аналогичным основаниям включён в санкционные списки Швейцарии, Украины и Новой Зеландии.

## Собственность
По данным «Важных историй», Умаханов не декларировал недвижимость в ОАЭ, согласно утекшим данным, ему принадлежала квартира в престижном жилом районе Дубай Марина стоимостью более 700 тысяч долларов. В ноябре 2023 года команда Алексея Навального сообщила что Умаханов владеет квартирой в Дубае, стоимость 63 млн. рублей, формально оформленной на брата Ахмедпаше Умаханова.

## Награды
- Орден Дружбы[25][26]
- Орден Почёта[25]
- Орден «За заслуги перед Республикой Дагестан»
- Золотая звезда «Народный герой Дагестана»
- орден имени Минина и Пожарского
- медаль «За укрепление боевого содружества»
- медаль «За службу на Кавказе»
- Благодарность Верховного Главнокомандующего Вооруженными силами РФ за самоотверженность и отвагу при защите Отечества
- золотые часы Президента России за заслуги при защите Конституции РФ от международных террористов
- знак «Участник боевых действий».
- Дважды награждён именным оружием от министра обороны РФ — первый раз в 1999 г. от маршала И. Д. Сергеева, второй раз в 2009 г. от А. Э. Сердюкова[27].